# Eugene Wright
Eugene Wright, apodado The senator ("el senador"), (Chicago, 29 de mayo de 1923 - Los Ángeles, 30 de diciembre de 2020) fue un bajista estadounidense de jazz, conocido principalmente por su trabajo como miembro del grupo The Dave Brubeck Quartet, especialmente en el disco más famoso de la banda: Time Out, de 1959, donde tocó junto al pianista Brubeck, el baterista Joe Morello y el saxofonista Paul Desmond.

## Carrera musical

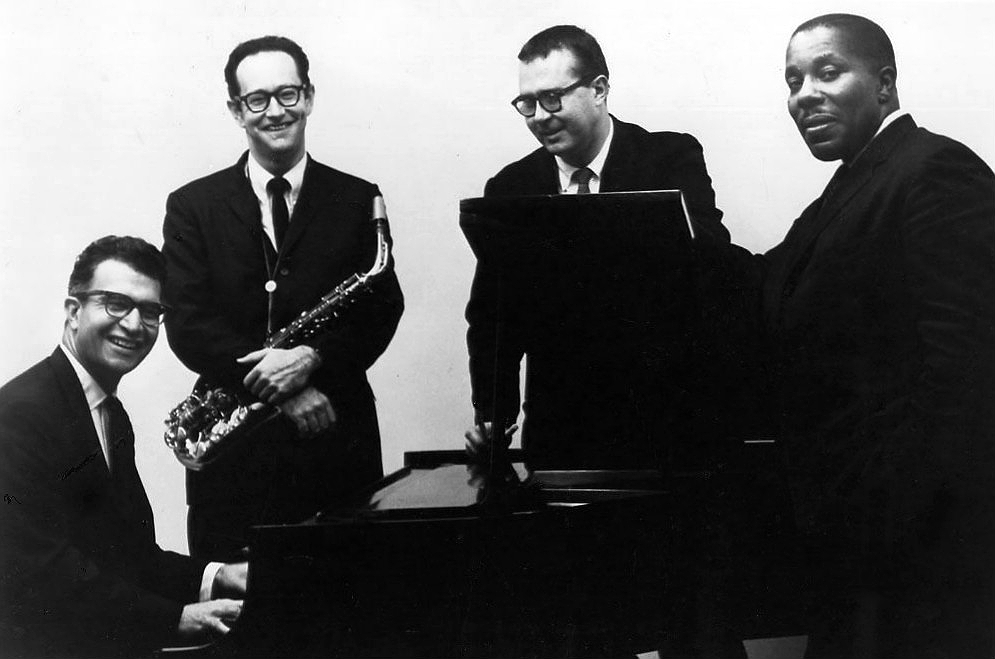
Fotografía del Dave Brubeck Quartet conformado por Dave Brubeck, Paul Desmond, Joe Morello y Gene Wright, nombrados de izquierda a derecha.

Tocó con el grupo Lonnie Simmons y llegó a dirigir su propia banda, The Dukes of Swing, pero su éxito lo alcanzó cuando fue convocado por Dave Brubeck. Su estilo de interpretación era el llamado estilo de jazz de Kansas-city, teóricamente en contraste, aunque asimismo una importante adición al cool jazz meticuloso de Brubeck.
Además de Brubeck, Wright acompañó muchos otros reconocidos jazzistas, incluyendo a Count Basie, Charlie Parker, Billie Holiday, Carmen McRae, Buddy DeFranco, Cal Tjader, Kai Winding, Karen Hernandez, Sonny Stitt, Gene Ammons, Dottie Dodgion, Lee Shaw, Dorothy Donegan y Monty Alexander.
Basically Wright es un libro de sus composiciones para bajo publicado por Hansen. 